# Stefanus Ligorie
Stefanus Ligorie (Albina) is een Surinaams voormalig jeugdparlementariër (2010-2013) en bestuurder. Hij is sinds 2017 voorzitter en mede-oprichter van de Bond Belanghebbenden Binnenland Vaartdienst (BBBV) en sinds 2018 voorzitter van de landelijke jongerenafdeling van de ABOP.

## Biografie
Ligorie was van 2010 tot 2013 lid van het Nationaal Jeugdparlement. Daarna werkte hij vrijwillig als coördinator voor de hulporganisatie Suricorps. In 2017 was hij nogmaals betrokken bij het jeugdparlement, als coördinator van de actiegroep Big Change, toen in het stembureau van Koewarasan een aantal stemmen ongeldig waren verklaard.
Op 16 januari 2017 was hij een van de oprichters van de Bond Belanghebbenden Binnenland Vaartdienst (BBBV), toen een deel van de contractarbeiders bij de Scheepvaart Maatschappij Suriname (SMS) zes maanden lang niet was uitbetaald. Meer dan honderd zelfstandige motoristen en matrozen schreven zich in. Zelf werd hij de eerste bondsvoorzitter. BBBV sloot zich aan bij de vakcentrale Progressieve Werknemers Organisatie (PWO). Vier weken later werd Ligori daarnaast gekozen tot commissaris in het managementteam van de PWO. De werknemers hielden sinds 15 december 2016 een slowdownactie door twee keer in de week te varen. Een week na de oprichting van de bond werd de directie een ultimatum gesteld. Ligorie, zelf werkzaam voor SMS als supervisor en hoofdcontroleur, werd vervolgens op 22 februari op non-actief gesteld door Ashok Rambali. Hij was aangetreden als waarnemend directeur, nadat Joyce Rozenhout twee dagen eerder uit haar functie als directeur was gezet. Ook hierna voerde de BBBV actie tegen de SMS.
Nog jeugdparlementariër, werd Ligorie in augustus 2012 lid van de Algemene Bevrijdings- en Ontwikkelingspartij (ABOP). In het district Marowijne werd hij ondervoorzitter van het bestuur van de jongerenafdeling. Tijdens het congres van de ABOP in september 2018 werd hij gekozen tot voorzitter van de landelijke jongerenafdeling.